# Banevo
Banevo (bulgariska: Банево) är en stadsdel i Burgas i Bulgarien.   Det ligger i kommunen Obsjtina Burgas och regionen Burgas, i den östra delen av landet, 300 kilometer öster om huvudstaden Sofia.
Trakten runt Banevo består till största delen av jordbruksmark. Runt Banevo är det tätbefolkat, med 356 invånare per kvadratkilometer.